# Fantasia contemporània
La fantasia contemporània és un subgènere de la literatura fantàstica que es caracteritza per ambientar les seves històries en un entorn realista, actual i preferentment urbà. Els elements de fantasia sorgeixen quan els personatges tenen poders especials, activen passos a altres mons que conviuen amb el real o bé descobreixen el caràcter màgic o sobrenatural de criatures que viuen disfressades d'éssers ordinaris. Pot incloure obres destinades al públic adult o formar part de la literatura juvenil.
El gènere va sorgir com a categoria independent a mitjans del segle XX però no es va popularitzar fins als anys 70 o 80, en paral·lel a l'auge de la ciència-ficció renovada. Barrejava els elements de la fantasia clàssica, com mags o monstres, amb crítica social. Com que no feia falta descriure en extens l'ambientació (a diferència de la fantasia èpica a l'estil de Tolkien, on s'havia creat tot un univers que calia conèixer), l'acció irrompia de seguida. Aquest és un tret que s'ha mantingut en la majoria d'obres de fantasia contemporània, la presència de l'aventura o de l'estranyament inicial per sobre d'una ambientació que el lector ja coneix. L'exigència de versemblança, però, és major que en la fantasia ordinària, ja que no es poden justificar accions no racionals només per ser part d'un altre univers. Per això en nombroses ocasions els personatges de les obres expliquen el perquè de fets fantàstics o inusuals a un novell.
La fantasia contemporània es diferencia de la històrica pel moment en què transcorre l'acció. Es distingeix del realisme màgic pel fet que aquests elements màgics predominen per sobre de la narració realista. Les obres que parteixen d'un món real però tenen lloc primordialment en un altre univers fantàstic no entren dins d'aquest gènere. Igualment, cal diferenciar la fantasia contemporània del gènere de terror, amb el qual pot compartir personatges, per exemple els vampirs, ja que l'efecte que es busca en el lector és diferent. El mateix passa amb l'anomenada ficció paranormal, on l'eix és un misteri que afecta a sers no acceptats per la ciència (i que després poden revelar-se com a existents o ser falsos).
Determinats crítics afirmen que la fantasia urbana és un subgènere diferent de la fantasia contemporània, però la hibridació de característiques entre ambdós ha portat a la majoria de classificacions a considerar-los variants o subgèneres de la mateixa branca de la literatura fantàstica. La pregunta sobre què és la realitat o si hi ha quelcom més amagat a la vida quotidiana és un dels temes fonamentals del gènere, car qüestiona l'existència que nega el paper de la màgia o que afirma que solament hi ha un món.

## Obres destacades
- El meravellós viatge de Nils Holgersson a través de Suècia, de Selma Lagerlöf
- Mary Poppins, de Pamela Lyndon Travers
- La saga de The Borrowers
- War for the Oaks, de Emma Bull
- El cementiri sense làpides i altres històries negres i Mites nòrdics, de Neil Gaiman
- The Dresden Files, de Jim Butcher
- Women of the Otherworld, de Kelley Armstrong
- La sèrie de Percy Jackson & the Olympians
- La saga de Crepuscle, de Stephenie Meyer